# Froły (Smietaninskoje)
Froły (ros. Фролы) – wieś (ros. деревня, trb. dieriewnia) w zachodniej Rosji, w osiedlu wiejskim Smietaninskoje rejonu smoleńskiego w obwodzie smoleńskim.

## Geografia
Miejscowość położona jest w pobliżu rzeki Kuprinka, 2,5 km od przystanku kolejowego 416 km, 1,5 km od drogi magistralnej M1 «Białoruś», 4,5 km od centrum administracyjnego osiedla wiejskiego (Smietanino), 29 km od centrum Smoleńska.

## Demografia
W 2010 r. miejscowość zamieszkiwało 13 osób.